# Fontaine du Château d'eau (Gabriel Davioud)
Pour l’article homonyme, voir Fontaine du Château d'eau (Pierre-Simon Girard).
La fontaine du Château d'eau (ou fontaine des lions) est une fontaine ornementale située au centre de la place Félix-Éboué dans le 12e arrondissement de Paris. 

## Historique

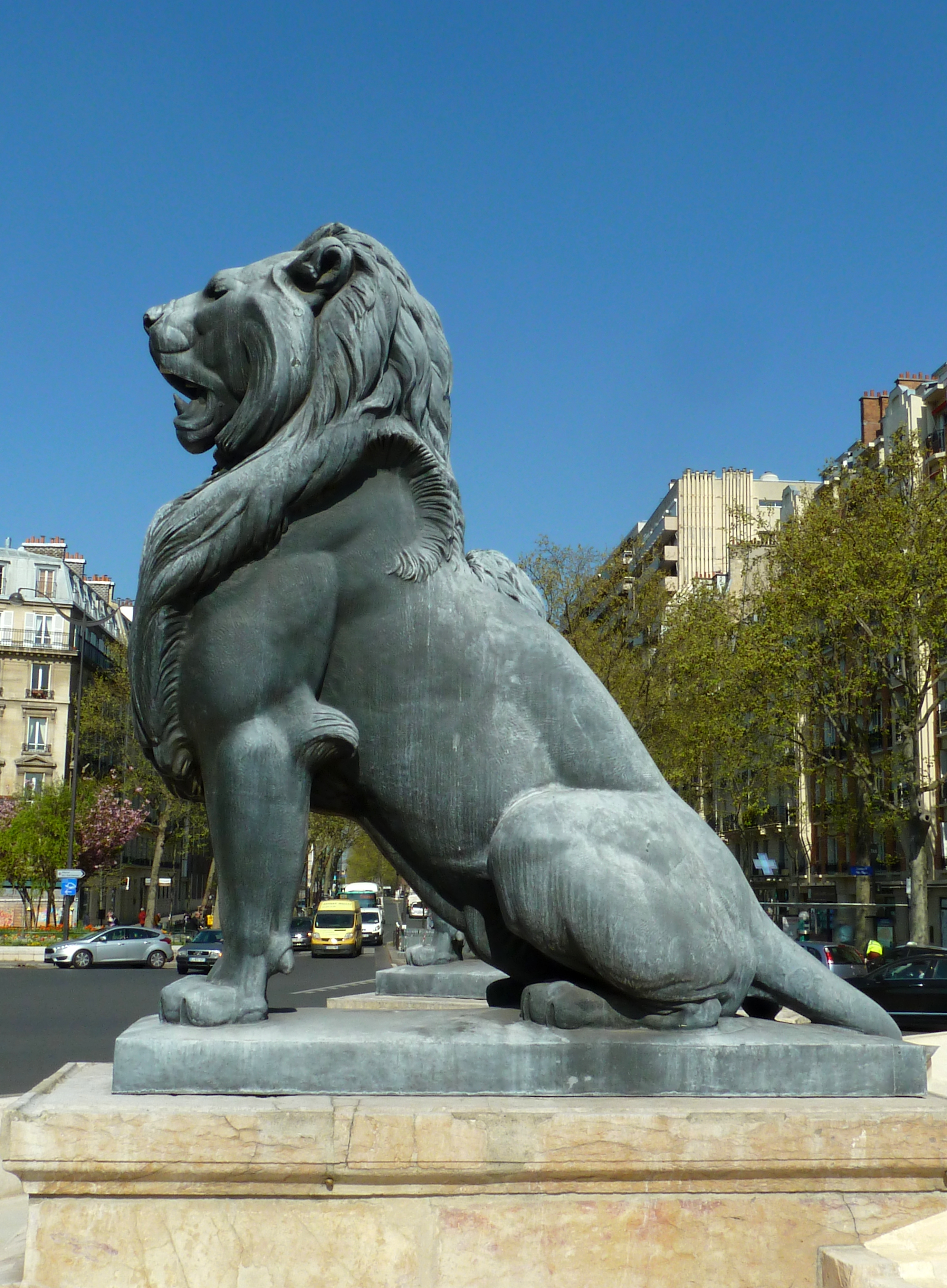
Un des huit lions d'Henri-Alfred Jacquemart.

À l'occasion de la réorganisation de la place du Château-d'Eau (actuelle place de la République) Gabriel Davioud jugea la fontaine existante conçue par Pierre-Simon Girard en 1811 trop petite. Il conçut donc, sur des indications d’Haussmann, une nouvelle fontaine également ornée de lions mais cette fois-ci assis au lieu d'être couchés. 
la fontaine est composée d'un grand bassin circulaire, surmonté de trois bassins. Le bassin principal est orné de huit lions assis en bronze (ou fonte de fer ?) crachant des jets d’eau, réalisés par le sculpteur Henri-Alfred Jacquemart et fondus par la fonderie d'art Thiébaut Frères. Louis Villeminot a sculpté les têtes de femmes qui figurent sur les consoles en pierre. Les consoles et le piédouche soutiennent la vasque inférieure. 
Sa construction est commencée en 1869, mais la guerre de 1870 et les combats de la Commune en 1871 retardèrent son achèvement, elle ne fut inaugurée qu'en 1874. 
Lors du réaménagement des années 1880 de la place de la République, elle est déplacée à son emplacement actuel.

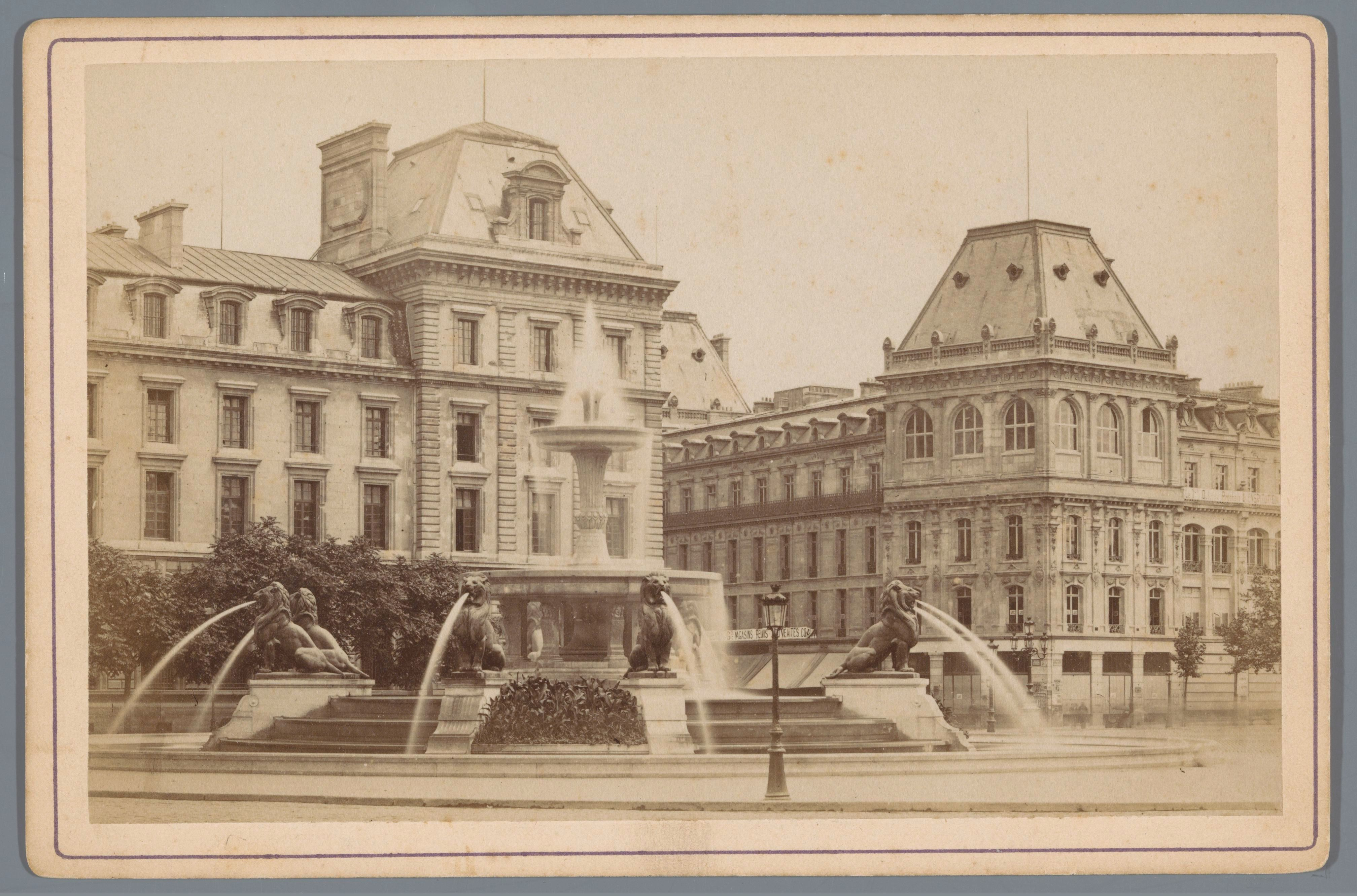
La nouvelle fontaine du Château d'eau, à son emplacement initial place de la République.
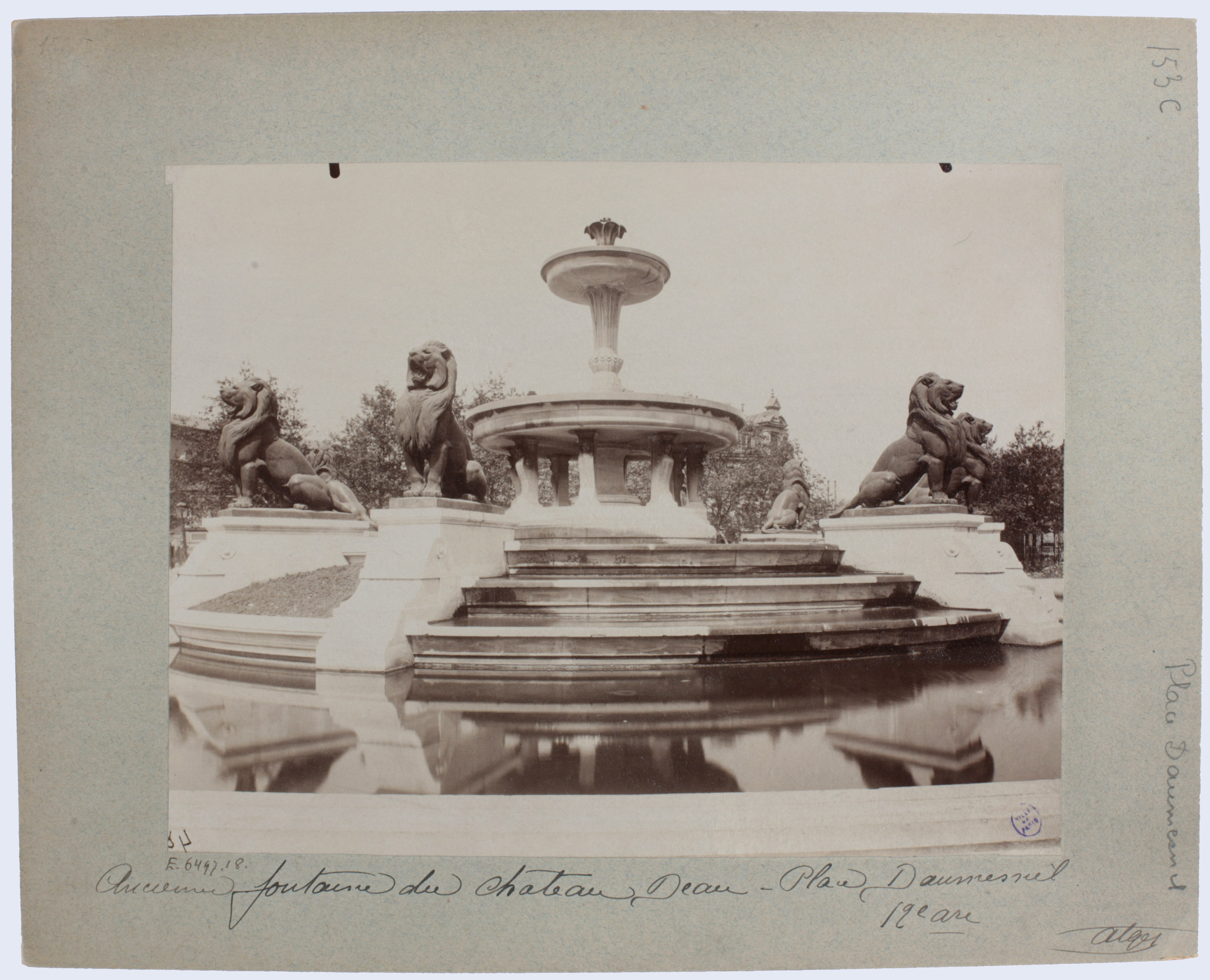
La fontaine du Château d'eau en 1903, place Daumesnil.
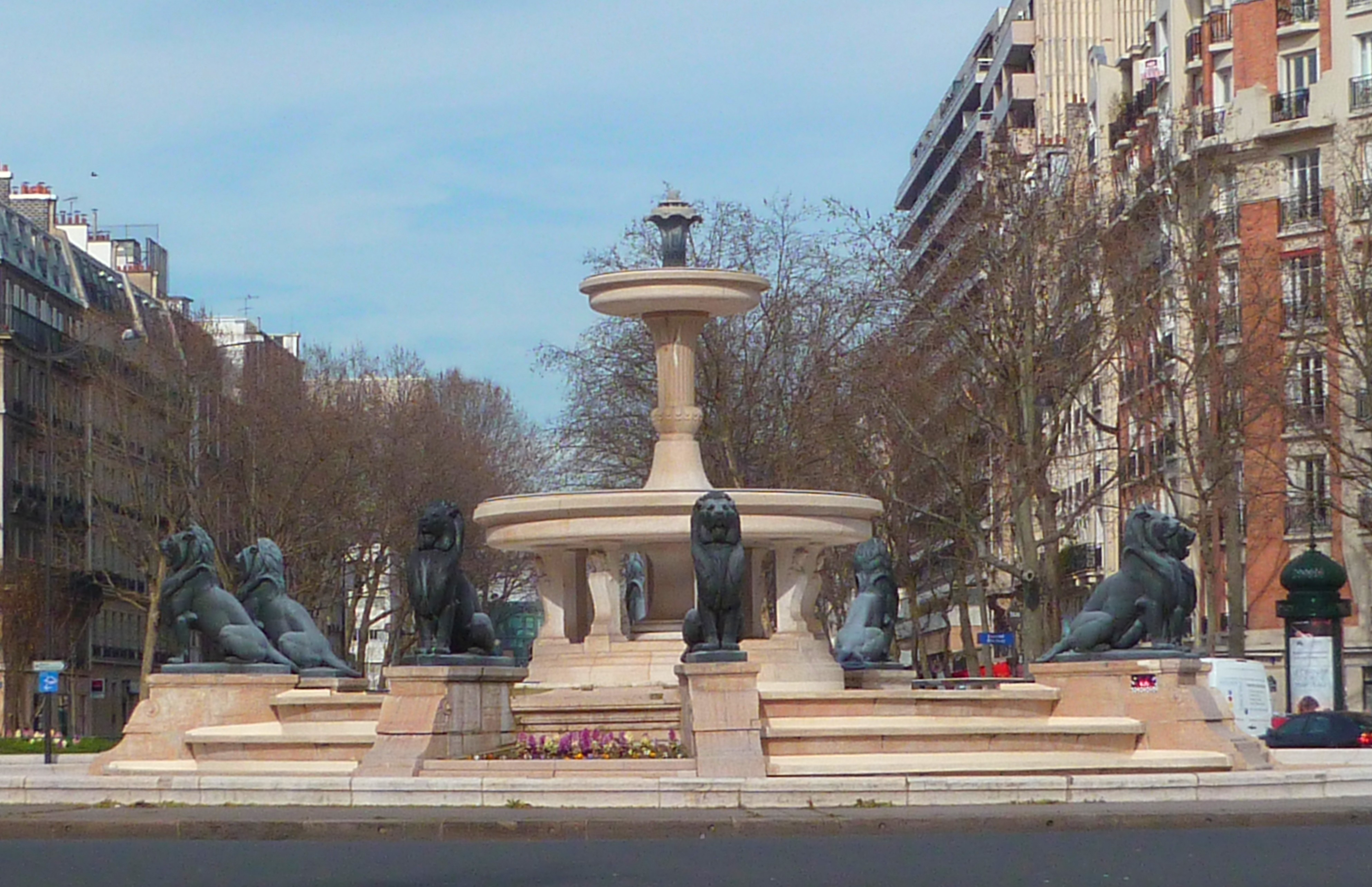
La Fontaine aux Lions en 2015.